# هزيلة بنت سعيد بن سهيل الأنصارية
هُزَيْلَةُ بنتُ سَعِيد بن سَهيل بن مالك بن كعب بن عبد الأشهل بن حارثة بن دِينَار الأنصاريَّة صحابية جَّليلة من الأنصار اعتنقت الإسلام وبايعت الرسول صلى الله عليه وسلم.
تزوّجها شُبَاثُ بن خَدِيج بن أَوْس، حليف بني حَرَام، وذكرها ابْنُ سَعْدٍ، وابْنُ حَبِيبٍ في المبايعات.